# Rilhac de Sentria
Rilhac e Santria (en francès Rilhac-Xaintrie) és un municipi francès situat al departament de la Corresa i a la regió de la Nova Aquitània.

## Demografia
| 1962                                       | 1968 | 1975 | 1982 | 1990 | 1999 | 2007 |
| ------------------------------------------ | ---- | ---- | ---- | ---- | ---- | ---- |
| 493                                        | 537  | 509  | 439  | 383  | 330  | 308  |
| Des de 1962: població sense dobles comptes |      |      |      |      |      |      |

## Administració
| Període   | Identitat         | Partit |
| --------- | ----------------- | ------ |
| 2001-2008 | Michel Dabertrand |        |
| 2008-     | Laurence Dumas    |        |